# Мануела Бречко
Мануела Бречко (словен. Manuela Brečko; Цеље, 31. јануар 1989), позната под уметничким именом Мануела (стилизовано као ManuElla), словеначка је поп певачица, композитор и музички продуцент.
Са песмом Blue and Red (срп. Плаво и црно) представљала је Словенију на Песми Евровизије 2016. у Стокхолму, где је заузела 14. место у другом полуфиналу и није успела да се пласира у финале.

## Биографија
Мануела Бречко рођена је 31. јануара 1989. у Цељу, у тадашњој Југославији. Музиком је почела да се бави од најранијег детињства и већ као шестогодишња девојчица похађала је нижу музичу школу где је свирала хармонику, а са 13 година свирала је бас гитару у бенду који је сама основала. Са 16 година први пут се појављује на телевизији, и то као учесница немачке верзије ријалити програма Das Supertalent, где је успела да прође квалификације и пласира се међу сто најбољих. Исте године пријавила се и за словеначку верзију талент такмичења Bitka talentov, али није успела да се пласира у финале.
Године 2012. по први пут се појавила на фестивалу Misija Evrovizija на којем се бирао представник Словеније за Песму Евровизије 2012. у Бакуу, а где је испала у полуфиналу такмичења. Исте године објавила је дебитантски сингл Raztrgaj me nežno, у дуету са групом StereoTipi. Први самостални сингл — Il futuro — а за који је сама писала текст, објавила је у јануару 2013. године. Исте године учествовала је на фестивалу Slovenska popevka где је са песмом Zadnji ples заузела 5. место.
Радио телевизија Словеније објавила је 5. јануара 2016. да је Бречкова један од десет изабраних учесника фестивала 
ЕМА 2016 на ком се бирао национални представник за Песму Евровизије 2016. у Стокхолму. Мануела је на фестивалу који је одржан 27. фебруара извела песму Blue and Red коју је компоновала заједно са Марјаном Хвалом, и успела да са највише гласова публике освоји прво место.
Словенија је наступила у другој полуфиналној вечери Песме Евровизије 2016. одржаној 12. маја и са укупно 57 освојених бодова заузела је 14. место и није успела да се квалификује за финале такмичења.
У лето 2011. дипломирала је музичку продукцију на Електротехничком факултету у Љубљани.